# Le Raisin vert
Pour les articles homonymes, voir Raisin vert.
Pour plus de détails, voir Fiche technique et Distribution.
Le Raisin vert (en arménien : Հնձան, en russe : Терпкий виноград) est un film dramatique soviétique réalisé par Bagrat Hovhannessian et sorti en 1974.
Le film, dont Andreï Tarkovski en est le monteur et le directeur artistique, a été tourné au studio Armenfilm en 1973.

## Synopsis
Vagik vit avec son oncle handicapé et ne veut pas croire que son père est mort à la guerre et qu'il est enterré. Le garçon se rend tous les jours à la gare dans l'espoir du retour de son père.
De manière inattendue, le père revient. Il s'avère que, pendant deux ans, il était dans un détachement partisan. Sans attendre son mari, la mère du garçon était déjà mariée. Après s'être rétabli, le père retourne au front et y meurt.

## Fiche technique
- Titre original : Терпкий виноград
- Titre français : Le Raisin vert ou Le Pressoir[1]
- Réalisation : Bagrat Hovhannessian
- Scénario : Ruben Hovsepian, Andreï Tarkovski (non crédité)
- Photographie : Sergei Israelyan (Сергей Исраелян)
- Montage : Ludmila Feiginova, S. Gabrielyan, Andreï Tarkovski (non crédité)
- Musique : Robert Amirkhanyan
- Costumes : G. Manukyan
- Décors : Raphael Babaian (Рафаэль Бабаян)
- Production : Armenfilm
- Pays d'origine : Union soviétique
- Langue originale : arménien
- Format : noir et blanc
- Genre : drame
- Durée : 76 minutes
- Dates de sortie :  
  - Union soviétique : 30 août 1974

## Distribution
- Arayik Isahakyan : Vahe
- Sos Sargsyan : Vardan
- Yakov Azizyan (hy) : Sahak
- Alla Tumanian (en) : Sanam
- Vruyr Panoyan (hy) : le vieil homme
- Gurgen Janibekyan : Hovhannes
- Galya Novents : Elizaveta (voix de Claudia Kozlyonkova)
- Azat Sherents : le chef de gare
- G. Margaryan :
- A. Avagyan :
- L. Salajyan :
- Ovanes Vanyan : (comme Hovik Vanyan)
- Sofik Sarkisyan : (comme Sofik Sargsyan)
- A. Vachyan :